# Peponidium horridum
Peponidium horridum là một loài thực vật có hoa trong họ Thiến thảo. Loài này được Arènes mô tả khoa học đầu tiên năm 1960.